# Bergtjärnen (Råneå socken, Norrbotten)
Bergtjärnen är en sjö i Bodens kommun i Norrbotten och ingår i Råneälvens huvudavrinningsområde.